# Chetone histriomorpha
Chetone histriomorpha är en fjärilsart som beskrevs av Erich Martin Hering 1925. Chetone histriomorpha ingår i släktet Chetone och familjen björnspinnare. Inga underarter finns listade i Catalogue of Life.